# 印鑰神社 (八代市)
印鑰神社（いんにゃくじんじゃ）は、熊本県八代市鏡町鏡村にある神社である。旧社格は村社。

## 由緒
1198年（建久9年）、球磨地頭相良長頼が、弟の為頼に命じて、鏡ヶ池の近くに社殿を建立し、武内宿禰の第3子である石川宿禰の分霊を勧請し創祀した。
神社名の「印鑰」は、律令制において令制国の国庁が朝廷から預かった「公印」（印）と、正倉の「鍵」（鑰）を意味している。これらの印と鍵は大変重要であり、天皇の名代とも考えられたので、平時は別殿に厳重に保管され大切に祀られていたという。このことが、印鑰神社のはじまりと言われている。
印鑰神社の御祭神は蘇我石川宿禰であるが、これは蘇我氏が朝廷の財政管理官であった事に由来するのではないか、と考えられている。春季大祭の「鮒取り神事」は「いんにゃく祭り」として知られ、国内でも珍しい神事の一つとして多くの参加者や観光客で賑わう。

## 御祭神
- 石川宿禰（いしかわのすくね） - 武内宿禰の第3子

## 例祭日
- 4月7日　春季大祭（鮒取り神事、いんにゃく祭り）
- 4月8日　春季大祭当日祭
- 8月8日　夏季大祭
- 3月3日　境内社粟島神社大祭（ミニ鳥居くぐり）

## 境内社
- 粟島神社
- 弁天宮